# Germani cisrhenani
De Germani cisrhenani (Latijn voor "Germanen aan deze kant van de Rijn") waren Germaanse stammen die ten tijde van Caesars Gallische verovering ten zuiden en ten westen van de Rijn woonden, ten noorden van de Treveri.
Daartoe behoorden volgens Caesar: de Eburonen, de Condrusi en Segni, de Caerosi en de Paemani. Tot viermaal toe zegt Caesar in zijn Commentarii de bello Gallico dat er langs "deze kant", d.i. ten zuiden en ten westen van de Rijn, Germanen woonden. Daardoor wil hij vooral laten verstaan dat die daar eigenlijk niet thuis horen, want hij zegt in zijn werk herhaaldelijk, om te beginnen in zijn inleidend hoofdstuk, dat de Rijn de grens is tussen Galliërs en Germanen. In boek II rekent Caesar deze Germanen (volgens inlichtingen van de Remi) niet tot de "Belgische" stammen. Van de Belgen zelf weet hij (steeds volgens inlichtingen van de Remi) dat ze in een vroegere periode eveneens van over de Rijn waren gekomen: "dat de meeste Belgen voortgekomen waren van de Germanen en, nadat ze lang geleden de Rijn waren overgestoken, wegens de vruchtbaarheid van de streek zich daar hadden gevestigd en de Galliërs, die in die streken inheems waren, hadden verdreven."
Het is onduidelijk of de bevolkingsgroepen die door Caesar als Germanen werden beschouwd, zichzelf ook zo noemden. De Romeinse historicus Tacitus suggereert in zijn De origine et situ Germanorum (98 n.Chr.) dat de naam afkomstig is van Caesar zelf en pas later door de lokale bevolking werd overgenomen: "Sommigen verzekeren [...] ; dat er meer (stamvaders) van deze god voortgekomen en er dus meer stamnamen zijn: Marsi, Gambrivii, Suebi, Vandilii, en dat dat de echte, oude namen zijn; dat de benaming "Germanen" trouwens van recente datum is en er pas sinds kort is bij gekomen, vermits diegenen die als eersten de Rijn overgestoken zijn en de Galliërs hebben verdreven en (diegenen die ?) nu Tongeren (heten), toen Germanen genoemd zijn: en dat beetje bij beetje de naam van de bevolkingsgroep, niet die van de stam, een dusdanige betekenis kreeg dat ze allemaal, eerst door de overwinnaar om ontzag in te boezemen, spoedig ook door zichzelf, met de kunstmatige naam "Germanen" werden genoemd." Tacitus verwijst in deze passage overduidelijk naar Caesar. Ten tijde van Tacitus was het gebied van de Eburonen, die door Caesar waren uitgeroeid, bewoond door de Tongeren (Tungri).
Voor een aparte Germaanse cultuur is er, althans in het door Caesar bedoelde gebied, niet echt een aanwijzing gevonden. Later behoorde het tot de provincie Germania inferior. De plaatsnaamkunde lijkt – de resultaten worden betwist – de beweringen van Caesar over de Belgen wel gedeeltelijk te bevestigen, althans wanneer wij het onderscheid Keltisch-Germaans beperken tot de klankstand. Archeologisch is er geen echte grens geconstateerd, behalve – en ook dat bevestigt ten dele een uitspraak van Caesar – wat de wijnimport betreft, die ophoudt waar de plaatsnamen met Germaanse klankstand beginnen. We kunnen Caesars beweringen over de herkomst van de Belgen en zijn herhaaldelijke vermelding van Germani cisrhenani dus niet zomaar negeren.